# L'Heure de la vengeance
Pour les articles homonymes, voir The Raiders.
Pour plus de détails, voir Fiche technique et Distribution.
L'Heure de la vengeance (titre original : The Raiders) est un film américain réalisé par Lesley Selander, sorti en 1952.

## Synopsis
Pendant la période de la ruée vers l'or en Californie, qui n'est pas encore rattachée aux autres états, l'alcade de l'état est à la tête d'un gang d'assassins. Ils exproprient, par la force et dans le sang, les propriétaires de concessions. Jan Morell (Richard Conte), un prospecteur, se fait agresser, dépouiller, et sa femme tuer.
Pour obtenir vengeance, il prend la tête des victimes de l'alcade pour obtenir réparation. Mais cela ne se fera pas en douceur...

## Fiche technique
- Titre original : The Raiders
- Réalisation : Lesley Selander
- Scénario : Polly James, Lillie Hayward
- Montage : Paul Weatherwax
- Musique : Henry Mancini, Herman Stein
- Producteur : William Alland
- Société de production : Universal Pictures
- Pays d'origine :  États-Unis
- Langue de tournage : Anglais américain
- Format : Couleur (Technicolor) — 35 mm — 1,37:1 — Son : Mono (Western Electric Recording)
- Métrage : 2 195 mètres
- Genre : Western
- Durée : 80 minutes (1 h 20)
- Dates de sortie : 
  - États-Unis : 12 décembre 1952
  - France : 24 août 1954

## Distribution
- Richard Conte (VF : Jacques Thébault) : Jan Morrell
- Viveca Lindfors (VF : Aline Bertrand) : Elena de Ortega
- Barbara Britton (VF : Nicole Vervil) : Elizabeth Ainsworth
- William Bishop (VF : Jean Martinelli) : Marshal William Henderson
- Hugh O'Brian (VF : Roger Rudel) : Hank Purvis
- Morris Ankrum (VF : Lucien Bryonne) : Alcalde Thomas Ainsworth
- Margaret Field : Mary Morrell
- Richard Martin : Felipe de Ortega
- William Reynolds : Frank Morrell
- Palmer Lee : Marty Smith
- John Kellogg (VF : Jean-François Laley) : Jack Welch
- Frank Wilcox : Sam Sterling
- Carlos Rivero : Ramon Castillo
- Neyle Morrow : Juan Castillo
- Francis McDonald (VF : Henry Valbel) : John Cummings
- George J. Lewis : Vicente
- Lane Bradford (VF : Jean Clarieux) : Pete Robbins
- Paul Newlan (VF : Raymond Destac) : le barman
- Clayton Moore : Boone (Paul en VF) Logan
- I. Stanford Jolley (VF : Paul Villé) : Ferris
- Monte Montague (VF : Paul Forget) : l'armurier
- Clem Fuller (VF : Albert Montigny) : le cocher de la diligence
- Eddie Parker (VF : Paul Lalloz) : l'homme chargé de l'alimentation en  bois de la chaudière
- Lee Morgan (VF : Jean Violette) : l'employé au bureau de la compagnie des Terres du couchant
- Leo Curley (VF : Marcel Rainé) : le procureur
- Sydney Mason (VF : Richard Francœur) : le gouverneur John Burnett
- Edward Earle (VF : André Lorière) : un juge (non crédité)